# Anders Bodelsen
Anders Bodelsen (ur. 11 lutego 1937 w Gentofte, zm. 17 października 2021) – duński pisarz.

## Życiorys
Był reprezentantem tzw. nowego realizmu, w swojej twórczości analizował zachowania grup społecznych i jednostek, krytykując konsumpcyjny styl życia i przedstawiając sytuację jednostki podporządkowanej mechanizmom społecznym. W 1973 wydał zbiór nowel Lov og orden (Prawo i porządek) i powieść Bevisets stilling (Przeprowadzenie dowodów). Był również autorem powieści obyczajowych (Over regnbuen - Ponad tęczą, 1982) i science-fiction (Frysepunkter - Punkt zamrożenia, 1969).
W Polsce ukazały się jego powieści Złoty deszcz (Wydawnictwo Poznańskie, Poznań 1990, przekład Franciszek Jaszuński) oraz Otwarte drzwi (Prószyński i S-ka, Warszawa 1999, przekład Urszula Knuth).